# Big Chocolate
Камерон Аргон відоміший під своїм сценічним ім'ям Big Chocolate (* 21 серпня 1990, Лагуна Гіллс, Каліфорнія, США) — американський музикант, продюсер, та відеоблогер. Колишній вокалість дез-метал гуртів Burning the Masses, Misericordiam, Abominable Putridity тазасновник соло-проєкту Disfiguring the Goddess. Камерон Аргон також спеціалізується на електронній музиці, дабстепу та драм-енд-бейсу. Він випустив п'ять міні-альбомів та два студійних альбоми, в яких є ремікси таких гуртів як Suicide Silence, Asking Alexandria, Iwrestledabearonce, та багатьох інших груп.

## Історія
До професії діджея і прізвиська Big Chocolate був зосередженний на метал музиці. Під час перебування в групі Burning the Masses здійснив європейський тур Legacy of Blood разом з гуртом Suffocation. Незабаром представник Century Media Records запропонував Аргону реміксувати пісню "Disengage" гурту Suicide Silence. Він прийняв пропозицію, незабаром він почав концентрувати свої зусилля суто на EDM сцені.
Скоро після релізу на пісню Suicide Silence випустив міні-альбоми First Degree Revolution та Shacka Brah. В той час Аргон ще вчився в коледжі і робив свою музику для задоволення. Вчився він до кінця літа 2010 року, потім він вирішив не подавати заявку на вступ, а зосередитись суто на музиці. Незабаром він випустив наступний міні-альбом I'm Shot EP після чого він підтвердив про турне разом з Dance Gavin Dance навесні 2011 року.
З тих пір випустив повноформатний альбом під назвою Red Headed Locc, та ще чотири міні-альбоми The Red EP, Clean, Couples, The WDF.

## Інші проєкти

### Disfiguring the Goddess (2006-наш час)
Був єдиним учасником дезкор соло-проєкту Disfiguring the Goddess за декілька років він випустив; 2 демо, міні-альбом і повноформатний альбом, перш ніж почав заглиблюватись в електронну музику.
У квітні 2012 року, Disfiguring the Goddess випустив наступний міні-альбом під назвою Sleeper. Альбом вийшов лімітованою партією 1000 примірників з бонусним CD.
Протягом другої половини 2012 і 2013, він як Disfiguring the Goddess працював над новим альбомом під назвою "Deprive". 25 жовтня 2013, він випустив новий трек: "The Pathway To Everlasting Nothingness"  реліз якого відбувся на сайті MetalSucks.
Наступний трек під назвою "Death's Head Mask" вийшов 30 жовтня 2013 року на сайті Metal Injection.
Реліз альбому "Deprive" відбувся 10 грудня 2013 року.

### Commissioner (2010-2012)
Після міксування пісні Suicide Silence він потоваришував з групою, він та Мітчем Лакером створили екстрім індастріал метал дует Commissioner. Незабаром дует випустив два перші треки до того як випустити свій перший міні-альбом. Один з них "Click Click Flash" був записаний з вокалістом гурту Whitechapel Філом Боземаном, другий трек "Consume" який ознаменував випуск дебюту в групі. Їхній перший ЕР підназвою What Is? вийшов 21 березня 2012 року.
Гурт зупинив своє існування після трагічної загибелі Мітча 1 листопада 2012 року.

## Дискографія

### Big Chocolate
Альбоми
- CMA (2009)
- Red Headed Locc (2012)

Міні-альбоми
- First Degree Revolution (2010)
- Shacka Brah (2010)
- I'm Shot (2010)
- Hilion (2011)
- The Red EP (2012)
- Clean (2013)
- Couples (2014)
- The WDF (2014)

Сингли
- IMTOAA (2010)
- Hush Little Angle Here's an Umbrella (2010)
- Sound Of My Voice Feat. Weerd Science (2011)
- Don't Try and Test It (2012)

Невидані сингли
- Truman's Tail (Feat. Budo) (2011)

Ексклюзивні мікстейпи
- 2011 Warped Tour Sampler (2011)
- 2013 Warped Tour Sampler (2013)

Ремікси
- Deuce - "America" (2012)
- Architects - "Day in Day Out" (2010)
- Architects - "Learn To Live" (2010)
- As I Lay Dying - "Elegy" (2011)
- Asking Alexandria - "A Prophecy (Electro VIP)" (2010)
- Asking Alexandria - "A Prophecy" (2010)
- Asking Alexandria - "When Everyday's the Weekend" (2010)
- Asking Alexandria - "I Used To Have A Best Friend (But Then He Gave Me An STD)" (2010)
- Bad Rabbits - "Booties" (2011)
- Black Dots Of Death - "Standing Alone" (2010)
- Blessthefall - "Promised Ones" (2011)
- Big Chocolate - "Bitches on My Money" (2011)
- Breathe Carolina - "Blackout" (2011)
- Commissioner - "Click, Click, Flash" (2011)
- Commissioner - "Consume" (2011)
- The Cool Kids - "Black Mags" (2011)
- Destruction of a Rose - "No Need For A Crutch" (2010)
- Disfiguring the Goddess - "Uprising" (2010)
- Embracing Abomination - "Blind Me" (2012)
- Ion Dissonance - "You People Are Messed Up" (2010)
- Ion Dissonance - "After Everything That Happened, What Did You Expect?" (2010)
- Iwrestledabearonce - "Danger in the Manger" (2010)
- Iwrestledabearonce - "Taste Like Kevin Bacon" (2011)
- K. flay - "Sunburn" (2012)
- Scanners - "Baby Blue" (2011)
- Suicide Silence - No Time to Bleed (2010)
- Suicide Silence - Disengage (2010)
- Suicide Silence - "Human Violence" (2011)
- Suicide Silence - "Slaves to Substance" (2012)
- Whitechapel - "Breeding Violence" (2011)

### Disfiguring the Goddess
Альбоми
- Circle of Nine (2011)
- Sleeper (2012)
- Deprive (2013)
- Black Earth Child (2013)

Міні-альбоми
- Promo EP (2008)

Демо
- Demo 1 (2007)
- DIY (2007)
- Defaced from Humanity (2008)
- Disfiguring the Goddess (2009)[10]

### With Burning the Masses
Альбоми
- Offspring of Time (2010)

### Commissioner
Міні-альбоми
- What Is? (2011)